# Listă de orașe din statul Missouri

Harta statului indicând suprafețelor de pământ aflat în proprietate privată

- Această pagină este o listă a orașelor (în engleză cities) -- municipalități de ordin intâi -- din statul Missouri.

- Vedeți și Listă de comitate din statul Missouri.
- Vedeți și Listă de sate din statul Missouri.
- Vedeți și Listă de districte civile din statul Missouri.
- Vedeți și Listă de locuri desemnate pentru recensământ din statul Missouri.
- Vedeți și Listă de comunități neîncorporate din statul Missouri.
- Vedeți și Listă de zone de teritoriu neorganizat din statul Missouri.
- Vedeți și Listă de localități dispărute din statul Missouri.

|  |  |

## A
| - Adrian - Advance - Alba - Albany - Alexandria - Allendale - Alma - Altenburg - Alton - Amazonia | - Amoret - Amsterdam - Anderson - Annapolis - Anniston - Appleton City - Arbyrd - Arcadia - Archie - Armstrong | - Arnold - Asbury - Ash Grove - Ashland - Atlanta - Augusta - Aurora - Auxvasse - Ava - Avondale |

## B
| - Bagnell - Ballwin - Barnhart - Baring - Barnard - Barnett - Bates City - Battlefield - Bell City - Bella Villa - Belle - Bellefontaine Neighbors - Bellflower - Belgrade - Belton - Benton - Berger - Berkeley - Bernie - Bertrand - Bethany - Beverly Hills | - Bevier - Billings - Birch Tree - Bismarck - Black Jack - Blackburn - Blackwater - Blairstown - Bland - Bloomfield - Bloomsdale - Blue Springs - Bogard - Bolckow - Bolivar - Bonne Terre - Boonville - Bosworth - Bourbon - Bowling Green - Bragg City - Brandsville | - Branson - Branson West - Brashear - Braymer - Breckenridge - Breckenridge Hills - Brentwood - Bridgeton - Bronaugh - Brookfield - Browning - Brownington - Brunswick - Bucklin - Buckner - Buffalo - Bunceton - Bunker - Burlington Junction - Butler - Byrnes Mill |

## C
| - Cabool - Cainsville - Caledonia - Calhoun - California - Callao - Camden - Camden Point - Camdenton - Cameron - Campbell - Canalou - Canton - Cape Girardeau - Cardwell - Carl Junction - Carrollton - Carterville - Carthage - Caruthersville - Carytown - Cassville - Catron - Center - Centerview | - Centerville - Centralia - Chaffee - Chamois - Charlack - Charleston - Chesterfield - Chilhowee - Chillicothe - Chula - Clarence - Clark - Clarksburg - Clarksdale - Clarkson Valley - Clarksville - Clarkton - Clayton - Clearmont - Cleveland - Clever - Clifton Hill - Clinton - Coffey | - Cole Camp - Columbia - Commerce - Conception Junction - Concordia - Conway - Cool Valley - Cooter - Corder - Cottleville - Country Club Hills - Cowgill - Craig - Crane - Creighton - Crestwood - Creve Coeur - Crocker - Cross Timbers - Crystal City - Crystal Lake Park - Crystal Lakes - Cuba - Curryville |

## D
| - Darlington - Dearborn - Deepwater - De Kalb - Dellwood - Delta - Des Arc | - Desloge - De Soto - Des Peres - De Witt - Dexter - Diamond - Dixon | - Doniphan - Doolittle - Downing - Drexel - Dudley - Duenweg |

## E
| - Eagleville - East Lynne - Easton - East Prairie - Edgar Springs - Edgerton - Edina - Edmundson - Eldon | - El Dorado Springs - Ellington - Ellisville - Ellsinore - Elmer - Elmo - Elsberry - Eminence - Emma | - Essex - Ethel - Eureka - Everton - Ewing - Excelsior Estates - Excelsior Springs - Exeter |

## F
| - Fairfax - Fair Grove - Fair Play - Fairview - Farber - Farmington - Fayette - Fenton - Ferguson - Festus | - Fillmore - Fisk - Fleming - Flint Hill City - Flordell Hills - Florissant - Foley - Fordland - Forest City - Foristell | - Forsyth - Frankford - Franklin - Fredericktown - Freeman - Fremont Hills - Frohna - Frontenac - Fulton |

## G
| - Gainesville - Galena - Gallatin - Galt - Garden City - Gasconade - Gerald - Gideon - Gilliam - Gilman City - Gladstone | - Glasgow - Glenaire - Glendale - Golden City - Goodman - Gower - Graham - Grain Valley - Granby - Grandin - Grandview | - Grant City - Greencastle - Green City - Greendale - Greenfield - Green Park - Green Ridge - Greentop - Greenville - Greenwood |

## H
| - Hale - Hallsville - Hamilton - Hannibal - Hardin - Harris - Harrisonville - Hartville - Hawk Point - Hayti - Hayti Heights - Hazelwood - Henrietta - Herculaneum | - Hermann - Hermitage - Higbee - Higginsville - High Hill - Highlandville - Hillsboro - Holcomb - Holden - Holland - Hollister - Holt - Holts Summit - Homestown | - Hopkins - Hornersville - Houston - Houstonia - Houston Lake - Howardville - Humansville - Hume - Hunnewell - Huntleigh - Huntsville - Hurdland - Hurley |

## I
- Iberia
- Imperial
- Independence
- Irondale
- Iron Mountain Lake
- Ironton

## J
- Jackson
- Jamesport
- Jamestown
- Jasper
- Jefferson City
- Jennings
- Jonesburg
- Joplin

## K
- Kahoka
- Kansas City
- Kearney
- Kennett
- Keytesville
- Kickapoo
- Kidder
- Kimberling City
- Kimmswick
- King City
- Kingston
- Kingsville
- Kinloch
- Kirbyville
- Kirksville
- Kirkwood
- Knob Noster
- Knob Lick, Missouri
- Knox City
- Koshkonong

## L
- La Belle
- Laclede
- Laddonia
- Ladue
- La Grange
- Lake Annette
- Lake Lafayette
- Lake Lotawana
- Lake Ozark
- Lake St. Louis
- Lakeshire
- Lakeside
- Lake Tapawingo
- Lake Waukomis
- Lake Winnebago
- Lamar
- La Monte
- Lanagan
- Lancaster
- La Plata
- Laredo
- La Russell
- Lathrop
- Lawson
- Leadington
- Leadwood
- Leawood
- Lebanon
- Lee's Summit
- Leeton
- Levasy
- Lexington
- Lewistown
- Liberal
- Liberty
- Licking
- Lilbourn
- Lincoln
- Linn
- Linn Creek
- Linneus
- Lockwood
- Lohman
- Lone Jack
- Louisiana
- Lowry City
- Lupus

## M
- Macks Creek
- Macon
- Madison
- Maitland
- Malden
- Malta Bend
- Manchester
- Mansfield
- Maplewood
- Marble Hill
- Marceline
- Marionville
- Marquand
- Marshall
- Marshfield
- Marston
- Marthasville
- Martinsburg
- Maryland Heights
- Maryville
- Matthews
- Maysville
- Mayview
- McFall
- McKittrick
- Meadville
- Memphis
- Mendon
- Mercer
- Meta
- Mexico
- Miami
- Middletown
- Milan
- Miller
- Mindenmines
- Miner
- Missouri City
- Moberly
- Mokane
- Moline Acres
- Monett
- Monroe City
- Montgomery City
- Montrose
- Morehouse
- Morley
- Morrison
- Morrisville
- Mosby
- Moscow Mills
- Mound City
- Mountain Grove
- Mountain View
- Mount Vernon

## N
- Napoleon
- Naylor
- Neck City
- Neelyville
- Nelson
- Neosho
- Nevada
- New Bloomfield
- Newburg
- New Cambria
- New Florence
- New Franklin
- New Hampton
- New Haven
- New London
- New Madrid
- New Melle
- Newtown
- Niangua
- Nixa
- Noel
- Norborne
- Normandy
- North Kansas City
- Northmoor
- Northwoods
- Norwood
- Novelty
- Novinger

## O
- Oak Grove
- Oakland
- Odessa
- O'Fallon
- Old Monroe
- Olivette
- Olympian Village
- Oran
- Oregon
- Oronogo
- Orrick
- Osage Beach
- Osborn
- Osceola
- Otterville
- Overland
- Owensville
- Ozark

## P
- Pacific
- Pagedale
- Palmyra
- Paris
- Park Hills
- Parkville
- Parma
- Parnell
- Pasadena Hills
- Pattonsburg
- Peculiar
- Perry
- Perryville
- Pevely
- Piedmont
- Pierce City
- Pilot Grove
- Pilot Knob
- Pine Lawn
- Pineville
- Platte City
- Platte Woods
- Plattsburg
- Pleasant Hill
- Pleasant Hope
- Pleasant Valley
- Polo
- Pomona
- Poplar Bluff
- Portage Des Sioux
- Portageville
- Potosi
- Powell
- Powersville
- Prairie Home
- Princeton
- Purcell
- Purdin
- Purdy
- Puxico

## Q
- Queen City
- Quitman
- Qulin

## R
- Randolph
- Ravenwood
- Raymore
- Raytown
- Rea
- Reeds
- Reeds Spring
- Republic
- Rich Hill
- Richland
- Richmond
- Richmond Heights
- Ridgeway
- Risco
- Riverside
- Rocheport
- Rockaway Beach
- Rock Hill
- Rock Port
- Rockville
- Rogersville
- Rolla
- Rosebud
- Rosendale
- Russellville

## S
- Saint Ann
- Saint Charles
- Saint Clair
- Saint George
- Saint James
- Saint John
- Saint Joseph
- Saint Louis
- Saint Martins
- Saint Mary
- Saint Paul
- Saint Peters
- Saint Robert
- Saint Thomas
- Sainte Genevieve
- Salem
- Salisbury
- Sarcoxie
- Savannah
- Schell City
- Scott City
- Sedalia
- Seligman
- Senath
- Seneca
- Seymour
- Shelbina
- Shelbyville
- Sheldon
- Sheridan
- Shrewsbury
- Sikeston
- Skidmore
- Slater
- Smithton
- Smithville
- South Gorin
- Sparta
- Spickard
- Springfield
- Squires
- Stanberry
- Steele
- Steelville
- Stewartsville
- Stockton
- Stotts City
- Stoutland
- Stover
- Strafford
- Strasburg
- Sturgeon
- Sugar Creek
- Sumner
- Sunrise Beach
- Sullivan
- Summersville
- Sunset Hills
- Sweet Springs
- Syracuse

## T
- Tallapoosa
- Taos
- Tarkio
- Thayer
- Tipton
- Town and Country
- Tracy
- Tecumseh
- Tindall
- Trenton
- Trask
- Trimble
- Triplett
- Troy
- Truesdale

## U
- Union
- Union Star
- Unionville
- University City
- Urbana
- Urich

## V
- Valley Park
- Van Buren
- Vandalia
- Velda City
- Verona
- Versailles
- Viburnum
- Vienna
- Vinita Park

## W, X și Z
- Waco
- Walker
- Walnut Grove
- Wardell
- Warrensburg
- Warrenton
- Warsaw
- Warson Woods
- Washburn
- Washington
- Wasola
- Waverly
- Wayland
- Waynesville
- Weatherby Lake
- Weaubleau
- Webb City
- Webster Groves
- Weldon Spring
- Wellington
- Wellston
- Wellsville
- Wentzville
- West Alton
- Westboro
- Weston
- Westphalia
- West Plains
- Wheatland
- Wheaton
- Wheeling
- Wildwood
- Willard
- Williamsville
- Willow Springs
- Winchester
- Windsor
- Winfield
- Winona
- Woods Heights
- Woodson Terrace
- Wright City
- Wyaconda
- Wyatt

## Alte legături interne
- Categorie:Liste de comitate din Statele Unite ale Americii după stat
- Categorie:Liste de orașe din Statele Unite după stat
- Categorie:Liste de târguri din Statele Unite după stat
- Categorie:Liste de districte civile din Statele Unite după stat
- Categorie:Liste de sate din Statele Unite după stat
- Categorie:Liste de comunități neîncorporate din Statele Unite după stat
- Categorie:Liste de localități dispărute din Statele Unite după stat
- Categorie:Liste de comunități desemnate pentru recensământ din Statele Unite după stat
- Categorie:Liste de rezervații amerindiene din Statele Unite după stat
- Categorie:Liste de zone de teritoriu neorganizat din Statele Unite după stat